# Zespół Nelsona
Zespół Nelsona – zespół objawów spowodowanych gwałtownie rozwijającym się hormonalnie czynnym wydzielającym ACTH gruczolakiem przedniego płata przysadki po obustronnej adrenalektomii. Objawy mogą pojawić się w różnym czasie po operacji usunięcia nadnerczy (nawet do 24 lat po zabiegu), średni czas ich wystąpienia wynosi 15 lat.
Pierwszy przypadek tego zespołu został opisany przez dr Dona Nelsona w 1958 roku.

## Objawy i przebieg
Zespół Nelsona objawia się hiperpigmentacją skóry i błon śluzowych oraz objawami neurologicznymi, związanymi ze wzrostem gruczolaka przysadki. Mogą wystąpić szybko narastające zaburzenia widzenia spowodowane uciskiem skrzyżowania wzrokowego przez guz.
Obecnie dzięki przyczynowemu leczeniu choroby Cushinga obustronną adrenalektomię wykonuje się sporadycznie. U ~30% osób z chorobą Cushinga poddanych obustronnej adrenalektomii dochodzi do rozrostu pozostawionego guza przysadki pomimo substytucyjnego stosowania GKS na skutek zniesienia hamującego wpływu kortyzolu na komórki kortykotropowe. Napromienianie przysadki przed adrenalektomią nie zabezpiecza przed inwazyjnym rozrostem guza wydzielającego ACTH.

## Leczenie
Typowe metody leczenia zespołu Nelsona obejmują radioterapię lub zabieg chirurgiczny, wykonywany zazwyczaj metodą przezklinową (TSS, transsphenoidal surgery).